# Антарктические бородатки
Борода́тковые (лат. Artedidraconidae) — семейство морских автохтонных антарктических донных лучепёрых рыб подотряда нототениевидных (Notothenioidei) отряда окунеобразных (Perciformes). Латинское название семейства происходит от имени «отца ихтиологии» Петра Артеди (швед. Peter Artedi) и греческого слова «дракон» (греч. δράκων), характеризующего необычный внешний вид рыб, выделяющихся своей очень крупной головой с загнутыми вверх оперкулярными шипами и заметно варьирующем в длину у разных видов подбродочным усиком — своеобразной «бородкой».

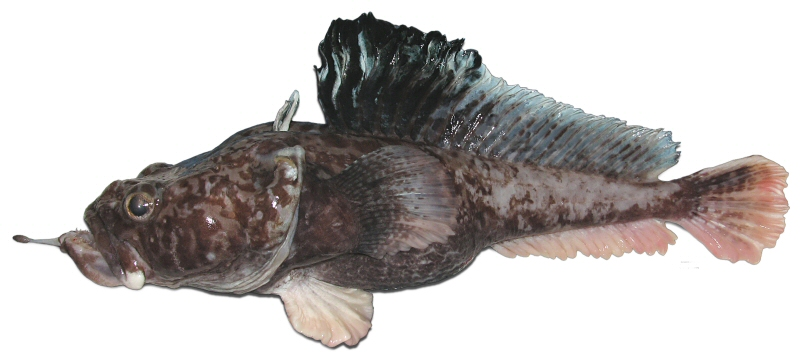
Хмелеусая бородатка Pogonophryne neyelovi Shandikov et Eakin, 2013, голотип, самец

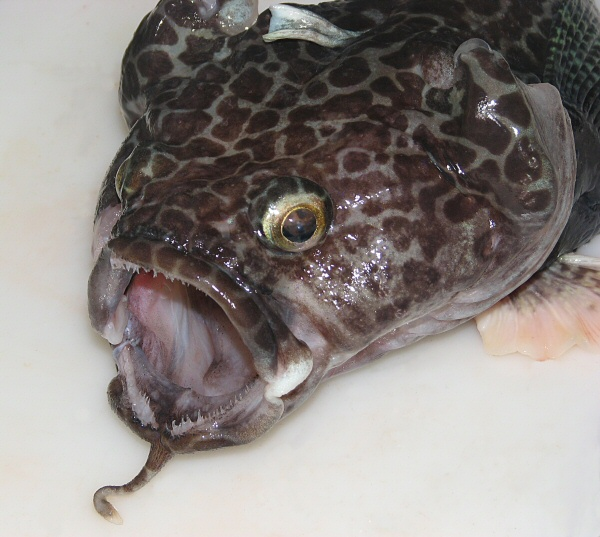
Голова бирюзовой бородатки Pogonophryne tronio Shandikov, Eakin et Usachev, 2013, голотип, самец

Семейство включает более 30 видов в 4 родах (Artedidraco, Dolloidraco, Histidraco и Pogonophryne), распространенных в высокоширотной Антарктике и у острова Южная Георгия. Обитают в широком диапазоне глубин — от 5 м на мелководном шельфе окраинных морей Антарктиды и антарктических островов до батиальных глубин 2542 м. Образ жизни антарктических бородаток практически не изучен, а многие виды известны всего лишь по одному-двум экземплярам, по которым они были описаны. У прибрежных видов, обитающих на относительно небольшой глубине при отрицательной температуре воды, близкой к точке замерзания (минус 1,9  °C), в крови присутствуют биологические антифризы — гликопротеины, препятствующие образованию и критическому росту кристаллов льда во внутренних жидкостях организма.
Наиболее крупный род пуголовковидных бородаток Pogonophryne, объединяющий не менее 22 описанных видов (и около десятка пока формально не описанных глубоководных форм), является не только самым крупным в семействе, но и самым крупным родом среди всех нототениевидных рыб. Пока непонятными остаются особенности видообразования в этой необычной группе рыб, в которой многие виды возникали симпатрично. Последние молекулярно-генетические данные свидетельствуют о чрезвычайной молодости антарктических бородаток, предки которых возникли всего лишь около 1,5 млн лет назад, в отличие от большинства других семейств нототениевидных рыб, имеющих более внушительную историю происхождения, насчитывающую не менее 10-13 миллионов лет, начиная от финальной фрагментации Гондваны и окончательного отделения Антарктиды от Южной Америки.
Мелкие и среднего размера рыбы, достигающие общей длины 106—364 мм. Половой диморфизм проявляется обычно в более высоком втором спинном плавнике у самцов и более крупном размере самок. Малоподвижные, донные рыбы-зоофаги; хищники, питающиеся разнообразной доступной животной пищей, в том числе и падалью. Антарктические бородатки являются единственным семейством среди нототениевидных рыб, которым свойственен подбородочный усик, функции которого ещё не во всём ясны. Вкусовых почек на усике не обнаружено. Вместе с тем, подбородочный усик может выполнять сенсорную функцию при поиске пищи и, как показали наблюдения в аквариуме, он является своеобразным триггером — пусковым механизмом, запускающим хватательный бросок в сторону обнаруженной жертвы. Нерест единовременный. Размножаются в летний период южного полушария. Самцы охраняют кладку донной икры.

## Характеристика семейства Бородатковые

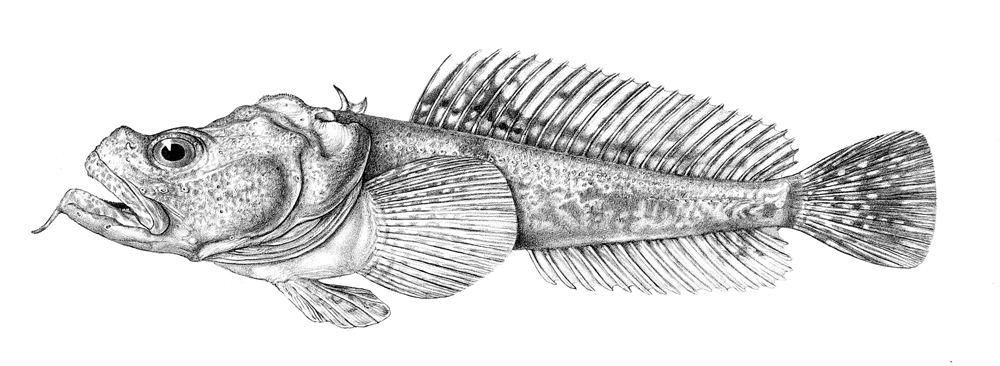
Бородатка Скотта Pogonophryne scotti Regan, 1914, самка

Тело с массивной головой, бычковидное или пуголовковидное (при взгляде сверху и снизу), голое, за исключением глубоко погруженных в кожу, плотных костных чешуй в боковых линиях. Рот крупный, со слабовыдвижной верхней челюстью. На подбородке имеется усик, длина которого заметно варьирует у разных видов — от рудиментарного до очень длинного (более 30 % стандартной длины рыбы). Зубы на челюстях мелкие щетинковидные или небольшого размера — конусовидные, слегка загнутые внутрь рта; на нёбной кости и сошнике зубов нет. Жаберные мембраны широко приращены к истмусу, без образования складки. Два раздельных спинных плавника: в первом спинном плавнике обычно 2—7 мягких колючек (редко 1), во втором спинном плавнике 20—30 членистых лучей. В анальном плавнике 14—21 членистых лучей. Грудной плавник большой, веерообразный, содержит 14—22 луча. Брюшной плавник относительно короткий, югулярный (расположен на горле), содержит 1 колючий и 5 мягких членистых лучей. Хвостовой плавник закруглённый, содержит 8—11 ветвистых лучей. Лучей жаберной перепонки 5. Одна трубчатая ноздря с каждой стороны. Крышечная кость с крупным уплощенным крючковидным отростком (оперкулярным шипом), направленным назад и вверх. Боковых линий две — дорсальная (верхняя) и, как правило, более короткая медиальная (срединная): в дорсальной линии 2—28 трубчатых чешуй, в медиальной линии 6—26 чешуй. В надглазничном сейсмосенсорном канале 2 поры, в преоперкуломандибулярном канале 9 пор. Жаберные тычинки рудиментарные либо хорошо развиты. Позвонков 33—41, из них 12—18 туловищных и 19—26 хвостовых. В скелете хвостового плавника 4—5 гипуралий.

## Роды и виды
В семействе в настоящее время насчитывается около 30 прибрежных и глубоководных видов. В целом же гипотетический объём семейства заметно больше и в ближайшее время может быть расширен приблизительно до 40 видов за счет новых, пока формально не описанных глубоководных форм пуголовковидных бородаток:
- Artedidraco Lönnberg, 1905 — Артедидрако
  - Artedidraco glareobarbatus Eastman et Eakin, 1999[9]
  - Artedidraco loennbergi Roule, 1913 — Бородатка Лённберга
  - Artedidraco mirus Lönnberg, 1905 — Необыкновенная бородатка
  - Artedidraco orianae Regan, 1914 — Бородатка Орианы
  - Artedidraco shackletoni Waite, 1911 — Бородатка Шеклтона
  - Artedidraco skottsbergi Lönnberg, 1905 — Бородатка Скоттсберга
- Dolloidraco Roule, 1913 — Доллоидрако
  - Dolloidraco longedorsalis Roule, 1913 — Длинноплавниковая бородатка, или длинноплавниковый доллоидрако
- Histidraco Regan, 1914 — Гистиодрако
  - Histidraco velifer (Regan, 1914) — Парусовидная бородатка
- Pogonophryne Regan, 1914 — Пуголовковидные бородатки
  - Pogonophryne albipinna Eakin, 1981 — Белопёрая бородатка
  - Pogonophryne barsukovi Andriashev, 1967 — Клиноусая бородатка, или бородатка Барсукова
  - Pogonophryne bellingshausenensis Eakin, Eastman et Matallanas, 2008 — Лысая бородатка
  - Pogonophryne brevibarbata Balushkin, Petrov et Prut'ko, 2011 — Короткоусая бородатка
  - Pogonophryne cerebropogon Eakin et Eastman, 1998 — Складчатоусая бородатка
  - Pogonophryne dewitti Eakin, 1988 — Бородатка ДеВитта
  - Pogonophryne eakini Balushkin, 1999 — Бородатка Икина
  - Pogonophryne fusca Balushkin et Eakin, 1998 — Тёмная бородатка
  - Pogonophryne immaculata Eakin, 1981 — Непятнистая бородатка
  - Pogonophryne lanceobarbata Eakin, 1987 — Копьеусая бородатка
  - Pogonophryne macropogon Eakin, 1981 — Крупноусая бородатка
  - Pogonophryne marmorata Norman, 1938 — Мраморная бородатка
  - Pogonophryne mentella Andriashev, 1967 — Длинноусая бородатка
  - Pogonophryne minor Balushkin et Spodoreva, 2013[10] (рассматривается[3][7] как младший синоним Pogonophryne marmorata)
  - Pogonophryne neyelovi Shandikov et Eakin, 2013[7] — Хмелеусая бородатка, или бородатка Неелова
  - Pogonophryne orangiensis Eakin et Balushkin, 1998 — Оранжевоусая бородатка
  - Pogonophryne pavlovi Balushkin, 2013 — Бородатка Павлова[11]
  - Pogonophryne permitini Andriashev, 1967 — Бородатка Пермитина
  - Pogonophryne platypogon Eakin, 1988 — Плоскоусая бородатка
  - Pogonophryne scotti Regan, 1914 — Бородатка Скотта
  - Pogonophryne skorai Balushkin et Spodoreva, 2013 — Бородатка Скуры[12]
  - Pogonophryne squamibarbata Eakin et Balushkin, 2000 — Чешуйчатоусая бородатка
  - Pogonophryne stewarti Eakin, Eastman et Near, 2009 — Кнутоусая бородатка, или бородатка Стюарта
  - Pogonophryne tronio Shandikov, Eakin et Usachev, 2013[8] — Бирюзовая бородатка, или бородатка Тронио
  - Pogonophryne ventrimaculata Eakin, 1987 — Пятнистобрюхая бородатка